# إدوين إف. راسيل
إدوين إف. راسيل (بالإنجليزية: Edwin F. Russell)‏ هو ناشر أمريكي، ولد في 15 يوليو 1914 في إليزابيث في الولايات المتحدة، وتوفي في 22 ديسمبر 2001 في Hobe Sound, Florida ‏ في الولايات المتحدة.